# Tata vasútállomás
Tata vasútállomás (korábban Tata-Tóváros vasútállomás) Tata városának központi vasútállomása a tóvárosi városrészben, amelyet a MÁV üzemeltet (a város másik vasúti megállási pontja a 3 kilométerrel délebbre található, a szintén Tóvárosban lévő Tóvároskert megállóhely). Az állomás a belvárostól körülbelül egy kilométerre északra helyezkedik el, közúti elérését az 1-es főútból kiágazó 11 345-ös számú mellékút (helyi nevén Gesztenye fasor) biztosítja.
Tóvárosban 1884. július 15-én indult meg a vasúti forgalom, amikor átadták a Kelenföld és Újszőny (ma Komárom) közötti 92 km hosszú vasútvonalat. A vonal – a korábbi évtizedekben elkészült szakaszokkal kiegészülve – a Budapest és Bécs közötti vasúti összeköttetést biztosította a Duna jobb partján. A felvételi épület átadására a MÁV 1883-as tervsorozatának keretében került sor.

## Vonalak
- Budapest–Hegyeshalom–Rajka-vasútvonal (1-es vonal) (Budapest–Tata–Rajka)

## Forgalom
| Járat                      | Útvonal | Gyakoriság                            |
| -------------------------- | --- | ------------------------------------- |
| S10                        | Budapest-Déli – Budapest-Kelenföld – Budaörs – Törökbálint – Biatorbágy – Herceghalom – Bicske alsó – Bicske – Szár – Szárliget – Alsógalla – Tatabánya – Vértesszőlős – Tóvároskert – Tata – Almásfüzitő – Almásfüzitő felső – Szőny – Komárom – Ács – Nagyszentjános – Győrszentiván – Győr-Gyárváros – Győr | Óránként                              |
| gyorsított személyvonat    | Budapest-Keleti – Ferencváros – Budapest-Kelenföld – (Biatorbágy → Bicske alsó → Bicske →) Alsógalla – Tatabánya (← Vértesszőlős) – Tóvároskert – Tata (← Almásfüzitő ← Almásfüzitő felső ← Szőny) – Komárom – Ács (← Nagyszentjános ← Győrszentiván) – Győr-Gyárváros – Győr – Abda – Öttevény – Lébény-Mosonszentmiklós – Mosonmagyaróvár – Levél – Hegyeshalom | Munkanapokon napi 1-2 pár             |
| Rába InterRégió            | Győr → Komárom → Tata → Tatabánya → Bicske → Budapest-Kelenföld → (Ferencváros →) Budapest-Keleti | Iskolaidőben vasárnap 3 Budapest felé |
| Rába InterRégió            | Szombathely → Sárvár → Celldömölk → Mezőlak → Pápa → Vaszar → Szerecseny → Gyömöre-Tét → Győrszabadhegy → Győr → Komárom → Tata → Tatabánya → Bicske → Budapest-Kelenföld → Ferencváros → Budapest-Keleti | Iskolaidőben vasárnap 1 Budapest felé |
| Arrabona InterCity         | Győr → Komárom → Tata → Tatabánya → Budapest-Kelenföld → Budapest-Keleti | Napi 1 Budapest felé                  |
| Scarbantia InterCity       | Budapest-Keleti – Budapest-Kelenföld – Tatabánya – Tata – Komárom – Győr – Csorna – Kapuvár – Fertőszentmiklós – Sopron | 2 óránként                            |
| Savaria InterCity          | Budapest-Keleti – Budapest-Kelenföld – Tatabánya – Tata – Komárom – Győr – Csorna – Répcelak – Szombathely | 2 óránként                            |
| Mura nemzetközi InterCity  | Budapest-Keleti – Budapest-Kelenföld – Tatabánya – Tata – Komárom – Győr – Csorna – Répcelak – Szombathely – Szombathely-Szőlős – Ják-Balogunyom – Egyházasrádóc – Körmend – Horvátnádalja – Csákánydoroszló – Rátót – Alsórönök – Haris – Szentgotthárd – Jennersdorf (Gyanafalva) (← Hohenbrugg a. d. Raab) – Fehring (← Lödersdorf) – Feldbach (← Gniebing ← Rohr/Raab ← Studenzen-Fladnitz ← Takern-St. Margarethen) – Gleisdorf (← Laßnitzthal ← Laßnitzhöhe ← Hart bei Graz ← Raaba ← Graz Liebenau-Murpark) – Graz Ostbahnhof (← Graz Don Bosco) – Graz Hauptbahnhof | Napi 1 pár                            |
| Dráva nemzetközi InterCity | Budapest-Keleti – Budapest-Kelenföld – Tatabánya – Tata – Komárom – Győr – Csorna – Répcelak – Szombathely – Szombathely-Szőlős – Ják-Balogunyom – Egyházasrádóc – Körmend – Horvátnádalja – Csákánydoroszló – Rátót – Alsórönök – Haris – Szentgotthárd – Jennersdorf (Gyanafalva) – Fehring – (Feldbach →) Gleisdorf – Graz Ostbahnhof (← Graz Don Bosco) – Graz Hauptbahnhof (← Puntigam) – Leibnitz – Spielfeld-Straß – Maribor – Pragersko – Celje – Laško – Zidani Most – Trbovlje – Ljubljana                                                                        | Napi 1 pár                            |